# Ali Chuk
Ali Chuk è un census-designated place (CDP) della contea di Pima, Arizona, Stati Uniti. La popolazione era di 161 abitanti al censimento del 2010.

## Geografia fisica
Secondo l'Ufficio del censimento degli Stati Uniti, ha una superficie totale di 1,44 mi² (3,73 km²).

## Società

### Evoluzione demografica
Secondo il censimento del 2010, la popolazione era di 161 abitanti.

### Etnie e minoranze straniere
Secondo il censimento del 2010, la composizione etnica del CDP era formata dallo 0,6% di bianchi, lo 0,0% di afroamericani, il 96,3% di nativi americani, lo 0,0% di asiatici, lo 0,0% di oceaniani, l'1,2% di altre razze, e l'1,9% di due o più razze. Ispanici o latinos di qualunque razza erano il 12,4% della popolazione.